# Podophyllum grayi
Podophyllum grayi là một loài thực vật có hoa trong họ Hoàng mộc. Loài này được Friedrich Schmidt mô tả khoa học đầu tiên năm 1868 trong chi Diphylleia dưới danh pháp Diphylleia grayi. Năm 2018 Maarten Joost Maria Christenhusz và James W. Byng chuyển nó sang chi Podophyllum như là Podophyllum grayi.
Tên gọi trong tiếng Trung là sơn hà diệp (山荷叶).

## Phân bố
Loài bản địa khu vực từ Sakhalin (Nga) tới miền trung Nhật Bản

## Đặc điểm
Sơn hà diệp sinh trưởng từ mùa xuân đến mùa hè nhưng rộ nhất là vào tháng 6 tháng 7 khi mưa nhiều và thời tiết thuận lợi. Hoa mọc thành từng chum nho nhỏ trông duyên dáng như đang khoe dánh dưới tán lá xanh. Điều đặc biệt có 1 không 2 ở loài hoa này là khi gặp nước, những cánh hoa trắng muốt kia sẽ dần chuyển sang trong suốt như pha lê một cách kỳ diệu, lộ ra những mạch gân bé xíu trên cánh hoa như bộ xương; nhưng khi khô, chúng lại quay lại màu trắng ban đầu. Hoa sau đó sẽ kết thành quả khi chín có màu tím mọng. Hoa sơn hà diệp là giống hoa ưa những nơi mát mẻ, độ ẩm cao và ít ánh sáng mặt trời, mọc dưới những tán cây cao. Chúng là cây lâu năm, có thể mọc cao đến khoảng nửa mét, tán cậy rộng 30–40 cm.
Những nhà nghiên cứu Trung Quốc còn xem sơn hà diệp như một bài thuốc tự nhiên quý hiếm. Khi bị rắn cắn chúng ta có thể dùng nó làm thuốc giải độc, ngoài ra còn giúp lưu thông máu rất hiệu quả.

## Trong văn hóa
Giống cây này được gọi là sơn hà diệp (山荷叶) trong tiếng Trung, người Nhật gọi nó là sankayou, còn người Mỹ đơn giản gọi là hoa xương (Skeleton Flower).
Người Nhật gọi giống hoa này là "ảo thuật gia" của các loài hoa và có thơ rằng: 雨に濡れ透けた花弁を観るのも、雨の日ならではの楽しみですね. (Ngắm nhìn những cánh hoa mỏng ướt trong mưa, mong đến những ngày mưa thật là vui).
Ca sỹ Hàn Quốc Kim Jong-hyun, ban nhạc SHINee cũng từng thể hiện một ca khúc có tên Sanhayeob (산하엽) chính là tên loài hoa này trong tiếng Hàn, với câu mở đầu: Em là cánh hoa trở lên trong suốt khi dính ướt (넌 젖을수록 투명해지는 꽃).

## Hình ảnh

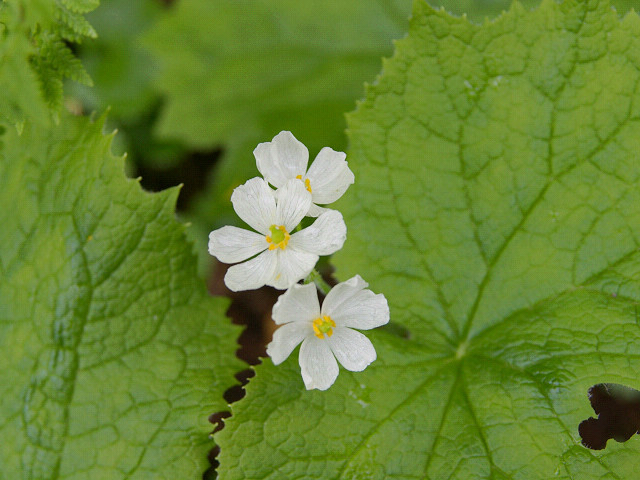
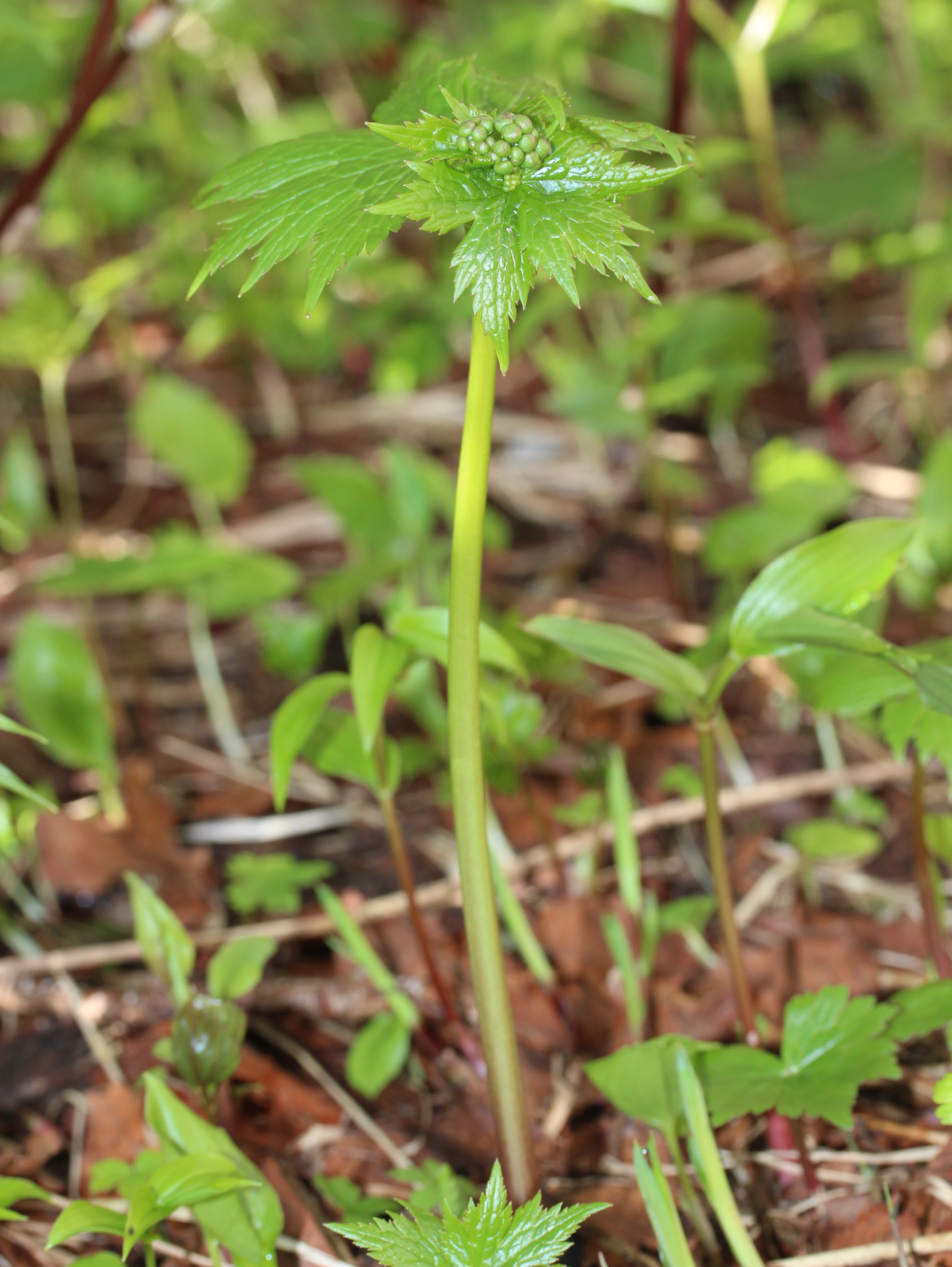
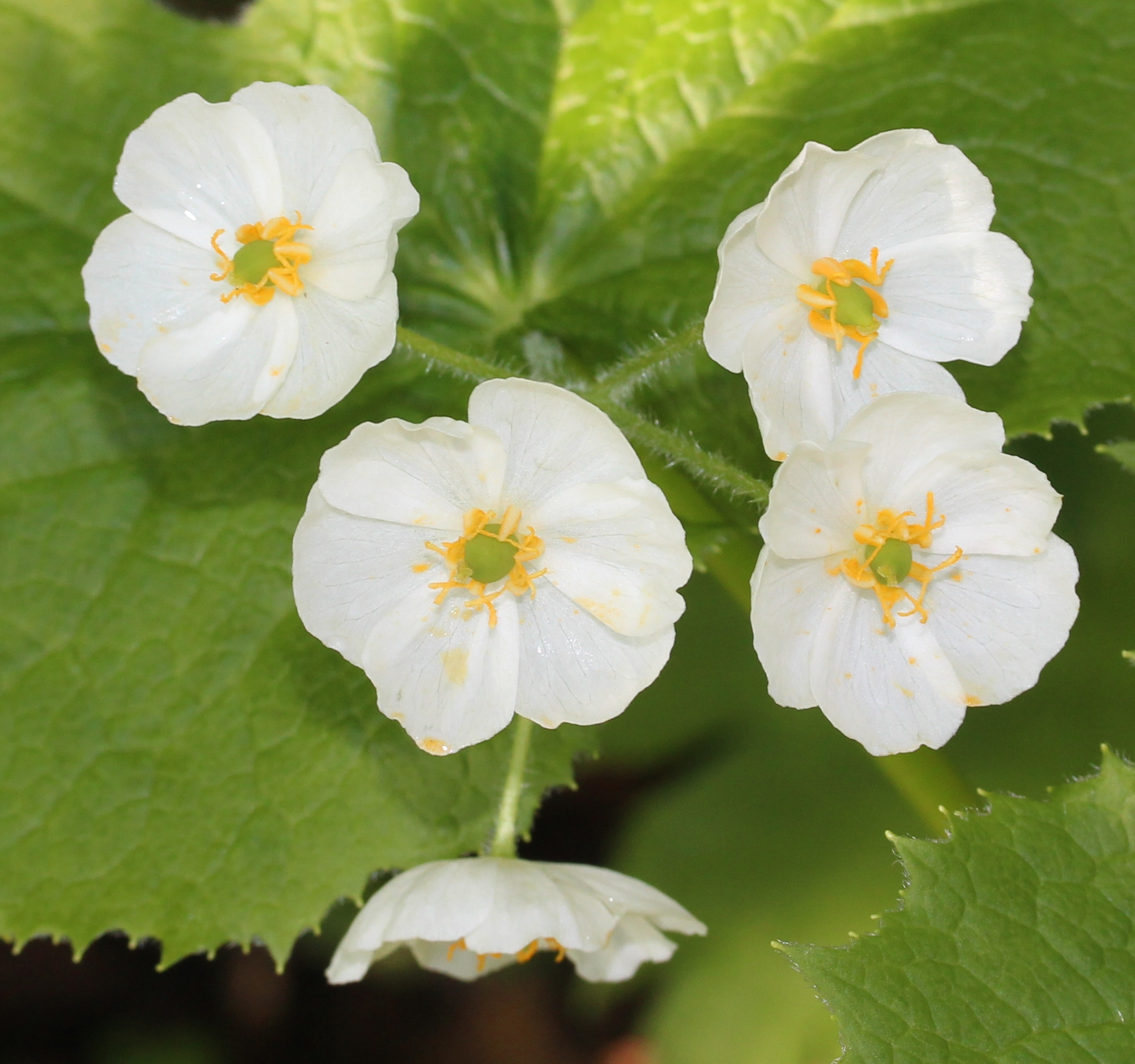
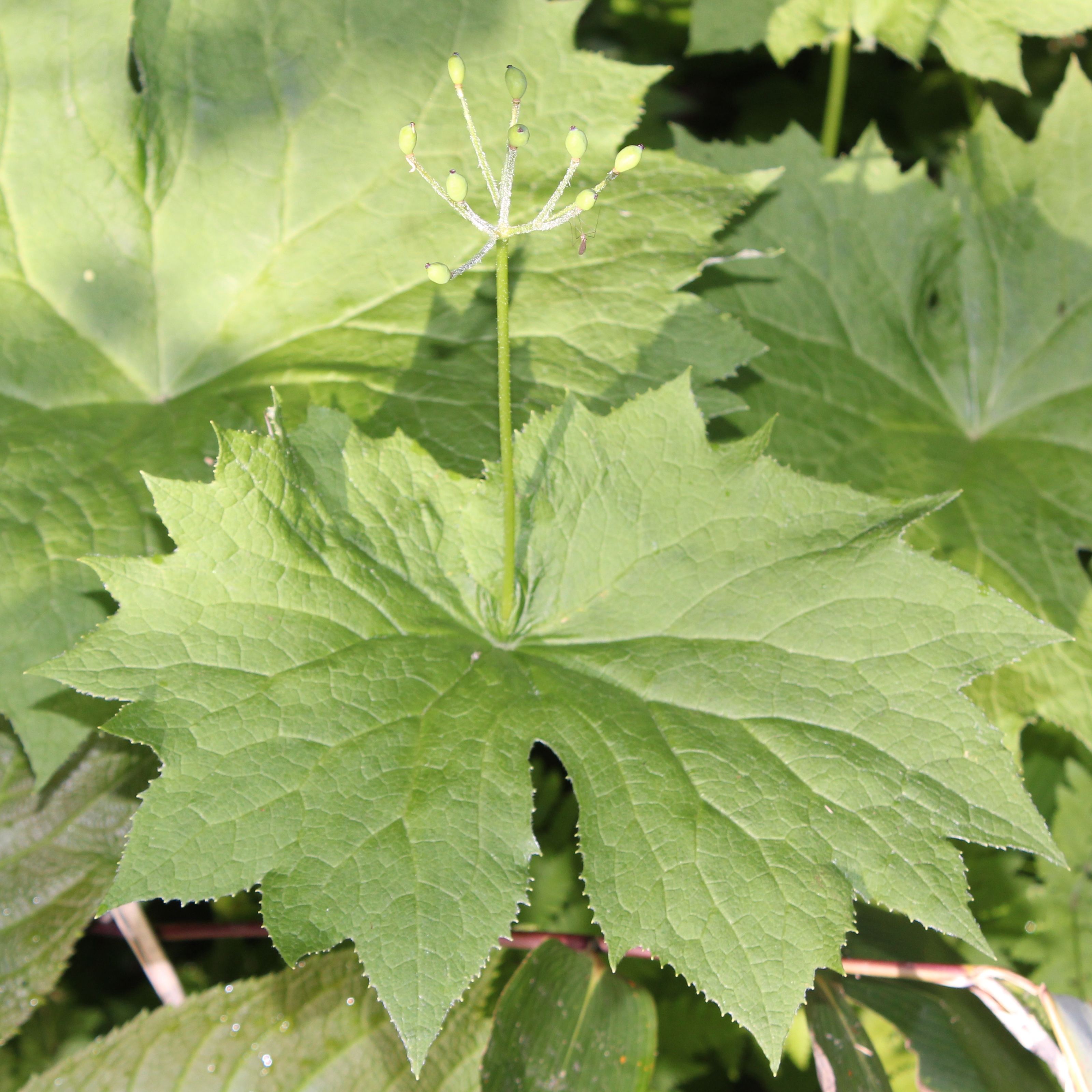